# جوایز موسیقی آمریکا ۲۰۲۰
جوایز موسیقی آمریکا ۲۰۲۰ (که به عنوان چهل و هشتمین جوایز موسیقی آمریکا نیز شناخته می‌شود) در ۲۲ نوامبر سال ۲۰۲۰، در تئاتر مایکروسافت در لس آنجلس برگزار شد و محبوب‌ترین هنرمندان و آلبوم‌های سال ۲۰۲۰ را شناخته شد. نامزدها به‌طور رسمی در تاریخ ۲۶ اکتبر سال ۲۰۲۰ و در صبح بخیر آمریکا توسط دوآ لیپا به‌طور مستقیم اعلام شدند. تیلور سویفت، د ویکند، دن + شی و جاستین بیبر با هرکدام سه جایزه پرجایزه‌ترین هنرمندان هستند. رودی ریچ و د ویکند با هشت نامزدی بیشترین نامزدها را به خود اختصاص داده‌اند و پس از آنها مگان دی استالین با پنج نامزد قرار دارد. تراجی پی. هنسون میزبان این مراسم بود.

## زمینه
در ۱۷ ژوئیه ۲۰۲۰، شرکت پخش رسانه‌ای آمریکا (ای‌بی‌سی) و دیک کلارک پرادکشنز با صدور بیانیه ای مشترک مراسم و همچنین تاریخ برگزاری مراسم را ۲۲ نوامبر همان سال اعلام کردند. این مراسم در تئاتر مایکروسافت در لس آنجلس شد. تراجی پی. هنسون به عنوان میزبان مراسم در تاریخ ۲ نوامبر سال ۲۰۲۰ اعلام شد.

## اجراکننده‌ها
| هنرمند(ها)                | ترانه(ها)                                             |
| ------------------------- | ----------------------------------------------------- |
| جاستین بیبر               | «تنهایی» (با بنی بلانکو) «مقدس» «هیولا» (با شان مندز) |
| کیتی پری داریوس راکر      | «فقط عشق»                                             |
| د ویکند                   | «توی چشمات» (با کنی جی) «Save Your Tears»             |
| مگان دی استالین           | «بدن»                                                 |
| لوئیس کاپالدی             | «قبل از رفتنت»                                        |
| بیلی آیلیش فینیاس اوکانل  | «در نتیجه من هستم»                                    |
| نلی                       | "Country Grammar (Hot Shit)" E.I." Ride wit Me"       |
| جنیفر لوپز مالوما         | «برای تو + تنهایی»                                    |
| دوآ لیپا                  | «شناور»                                               |
| Bell Biv DeVoe            | «موقعیت" Do Me!»                                      |
| دن + شی                   | «I Should Probably Go to Bed»                         |
| ۲۴کی گلدن Iann Dior       | «مود»                                                 |
| شان مندز                  | «تعجب»                                                |
| لیل بیبی                  | «Emotionally Scarred»                                 |
| بی‌بی رکسا دوجا کت         | «عزیزم، من حسودم»                                     |
| مشین گان کلی تراویس بارکر | «عشق خونین» «My Ex's Best Friend»                     |
| بی‌تی‌اس                    | «دینامیت» «زندگی ادامه دارد»                          |

## ارائه دهنده‌ها
ارائه دهنده‌های جایزه در ۱۹ نوامبر ۲۰۲۰ اعلام شدند.
- تراجی پی. هنسون – مجری برنامه اصلی
- سی‌یرا – ارائه آلبوم برگزیده – سول/آراندبی
- کارا دلوین – ارائه ترانه برگزیده – پاپ/راک
- درک هاف – ارائه ترانه برگزیده – کانتری
- تاشیا ادامز – ارائه هنرمند محبوب زن – سول/آراندبی
- بد بانی – ارائه هنرمند محبوب زن – لاتین
- آنتونی اندرسون – ارائه هنرمند دو/گروه – پاپ/راک
- لاورن کاکس – ارائه ترانه برگزیده – رپ/هیپ-هاپ
- بکی جی – ارائه‌دهنده هنرمند مرد محبوب – سول/آراندبی
- پاریس هیلتون – ارائه‌دهنده بهترین هنرمند سال
- کریستین سراتوس – ارائه آلبوم برگزیده لاتین
- کریستین کاوالری – ارائه دهنده هنرمند مرد محبوب – سول/آراندبی
- مگان فاکس – معرفی مشین گان کلی و تراویس برکر
- جی-ایزی – ارائه‌دهنده همکاری سال
- دیوید دوبریک – تبلیغ‌کننده تی-موبایل

## برنده‌ها و نامزدی‌ها
نامزدها در ۲۶ اکتبر ۲۰۲۰ به‌طور مشترک توسط خواننده دوآ لیپا و صبح بخیر آمریکا اعلام شدند. رودی ریچ و د ویکند با هشت بار نامزدی، بیشترین نامزدها را به خود اختصاص دادند. مگان دی استالین پنج نامزدی دریافت کرد، در حالی که بد بانی، دابیبی، دوجا کت، جاستین بیبر، لیدی گاگا و تیلور سوئیفت همه چهار نامزدی دریافت کردند.
برندگان در ابتدا فهرست شده و با حروف درشت برجسته شده‌اند.
| هنرمند سال | هنرمند جدید سال |
| --- | --- |
| - تیلور سوئیفت - جاستین بیبر - پست مالون - رودی ریچ - د ویکند | - دوجا کت - دابیبی - لیل بیبی - لوئیس کاپالدی - رودی ریچ - مگان دی استالین |
| موزیک ویدئو برگزیده | همکاری سال |
| - تیلور سوئیفت – «ژاکت کش‌باف پشمی» - دوجا کت – «بگو پس» - فیوچر به همراه دریک – "زندگی خوب است" - لیدی گاگا و آریانا گرانده – «بر من ببار» - د ویکند – «پرتوهای کورکننده» | - دن + شی و جاستین بیبر – «۱۰.۰۰۰ ساعت» - کاردی بی به همراه مگان دی استالین – «واپ» - دابیبی به همراه رودی ریچ – «راک استار» - لیدی گاگا و آریانا گرانده – «بر من ببار» - مگان دی استالین به همراه بیانسه – «وحشی» |
| هنرمند مرد محبوب – پاپ/راک | هنرمند زن محبوب – پاپ/راک |
| - جاستین بیبر - پست مالون - د ویکند | - تیلور سوئیفت - دوآ لیپا - لیدی گاگا |
| هنرمند مرد محبوب – رپ/هیپ-هاپ | هنرمند زن محبوب – رپ/هیپ-هاپ |
| - جویس ورلد - دابیبی - رودی ریچ | - نیکی میناژ - کاردی بی - مگان دی استالین |
| هنرمند مرد محبوب – کانتری | هنرمند زن محبوب – کانتری |
| - کین براون - لوک کومز - Morgan Wallen | - مارن موریس - گبی بارت - میراندا لمبرت |
| هنرمند مرد محبوب – سول/آراندبی | هنرمند زن محبوب – سول/آراندبی |
| - د ویکند - کریس براون - جان لجند | - دوجا کت - Jhené Aiko - Summer Walker |
| هنرمند مرد محبوب – لاتین | هنرمند زن محبوب – لاتین |
| - بد بانی - جی بالوین - اوسونا | - بکی جی - کارول جی - رزالیا |
| هنرمند محبوب آلترناتیو | هنرمند محبوب – بزرگسالان معاصر |
| - توئنی وان پایلتس - بیلی آیلیش - تیم ایمپالا | - جوناس برادرز - لوئیس کاپالدی - مارون ۵ |
| هنرمند محبوب – موسیقی رقص الکترونیک | هنرمند محبوب – الهام‌بخش معاصر |
| - لیدی گاگا - کیگو - مارشملو | - Lauren Daigle - For King & Country - کانیه وست |
| دو یا گروه محبوب – پاپ/راک | دو یا گروه محبوب – کانتری |
| - بی‌تی‌اس - جوناس برادرز - مارون ۵ | - دن + شی - فلوریدا جورجیا لاین - اولد دامینیشن |
| ترانه برگزیده – پاپ/راک | آلبوم برگزیده – پاپ/راک |
| - دوآ لیپا – «حالا شروع نکن» - لوئیس کاپالدی – "کسی که دوستش داشتی" - پست مالون – "دایره‌ها" - رودی ریچ – "جعبه" - د ویکند – "پرتوهای کورکننده"                            | - هری استایلز – خط باریک - تیلور سوئیفت – فولکلور - د ویکند – آخر شب |
| ترانه برگزیده– رپ/هیپ-هاپ | آلبوم برگزیده – رپ/هیپ-هاپ |
| - کاردی بی به همراه مگان دی استالین – «واپ» - دابیبی به همراه رودی ریچ – «راک استار» - رودی ریچ – «جعبه»                                                                  | - رودی ریچ – Please Excuse Me For Being Antisocial - لیل بیبی – My Turn - لیل اوزی ورت – Eternal Atake |
| ترانه برگزیده – کانتری | آلبوم برگزیده – کانتری |
| - دن + شی و جاستین بیبر – "۱۰،۰۰۰ ساعت" - مارن موریس– "The Bones" - بلیک شلتون و گوئن استفانی – "Nobody but You"                                                          | - بلیک شلتون – Fully Loaded: God's Country - لوک کومز – ویزی‌ویگ (نوع ویرایش سند) - Morgan Wallen – If I Know Me |
| ترانه برگزیده – سول/آراندبی | آلبوم برگزیده – سول/آراندبی |
| - د ویکند – "قلب ندارم" - کریس براون به همره دریک – "No Guidance" - سامر واکر – "Playing Games"                                                                           | - د ویکند – آخر شب - دوجا کت – هات پینک - سامر واکر – اینو تموم کن |
| ترانه برگزیده – لاتین | آلبوم برگزیده – لاتین |
| - کارول جی و نیکی میناژ – «توسا» - بد بانی – "Vete" - بلک آید پیز و جی بالوین – "Ritmo (Bad Boys for Life)"                                                               | - بد بانی – YHLQMDLG - Anuel AA – امانوئل - بد بانی – Las que no iban a salir |
| موسیقی متن برگزیده | هنرمند محبوب اجتماعی |
| - Birds of Prey: The Album – هنرمندهای مختلف - یخ‌زده ۲ – هنرمندهای مختلف - تور جهانی ترول‌ها – هنرمندهای مختلف                                                             | - بی‌تی‌اس - بیلی آیلیش - اکسو (گروه موسیقی) - آریانا گرانده - ان‌سی‌تی ۱۲۷ |